# OR2A2
OR2A2 (англ. Olfactory receptor family 2 subfamily A member 2) – білок, який кодується однойменним геном, розташованим у людей на короткому плечі 7-ї хромосоми. Довжина поліпептидного ланцюга білка становить 318 амінокислот, а молекулярна маса — 35 820.
| 10         |  | 20         |  | 30         |  | 40         |  | 50         |
| ---------- |  | ---------- |  | ---------- |  | ---------- |  | ---------- |
| MEGNQTWITD |  | ITLLGFQVGP |  | ALAILLCGLF |  | SVFYTLTLLG |  | NGVIFGIICL |
| DSKLHTPMYF |  | FLSHLAIIDM |  | SYASNNVPKM |  | LANLMNQKRT |  | ISFVPCIMQT |
| FLYLAFAVTE |  | CLILVVMSYD |  | RYVAICHPFQ |  | YTVIMSWRVC |  | TILVLTSWSC |
| GFALSLVHEI |  | LLLRLPFCGP |  | RDVNHLFCEI |  | LSVLKLACAD |  | TWVNQVVIFA |
| TCVFVLVGPL |  | SLILVSYMHI |  | LGAILKIQTK |  | EGRIKAFSTC |  | SSHLCVVGLF |
| FGIAMVVYMV |  | PDSNQREEQE |  | KMLSLFHSVF |  | NPMLNPLIYS |  | LRNAQLKGAL |
| HRALQRKRSM |  | RTVYGLCL   |  |            |  |            |  |            |

A: Аланін

C: Цистеїн

D: Аспарагінова кислота

E: Глутамінова кислота

F: Фенілаланін

G: Гліцин

H: Гістидин

I: Ізолейцин

K: Лізин

L: Лейцин

M: Метіонін

N: Аспарагін

P: Пролін

Q: Глутамін

R: Аргінін

S: Серин

T: Треонін

V: Валін

W: Триптофан

Кодований геном білок за функціями належить до рецепторів, g-білокспряжених рецепторів, білків внутрішньоклітинного сигналінгу. 
Локалізований у клітинній мембрані.